# Ostrog
För andra betydelser, se Ostrog (olika betydelser).

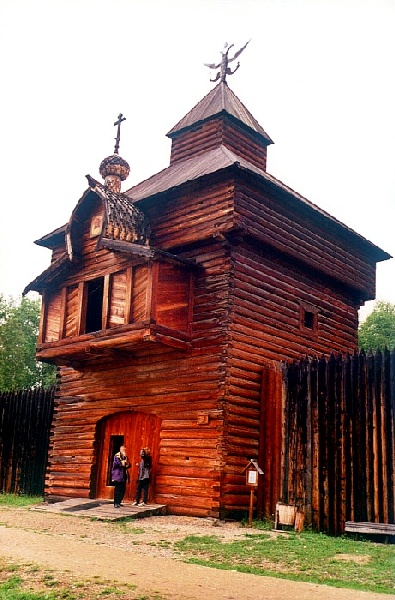
Tornet på ostrogen i Ust-Ilimsk, numera i Taltsi arkitektur- och etnografiska museum utanför Irkutsk i Sibirien.

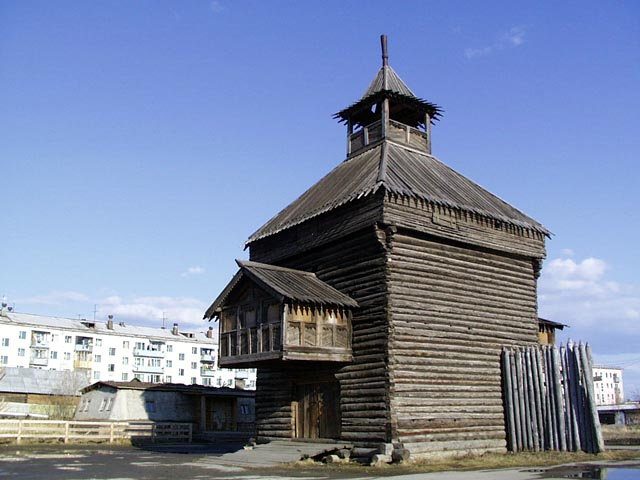
Replik av tornet på en ostrog från 1600-talet, återuppfört i Jakutsk i Sibirien.

Ostrog (ryska: остро́г) är ett ryskt namn på en litet fort, vanligen av trä och ofta inte permanent bemannat. En ostrog omgavs av en 4–6 meter hög pallisad, som utgjordes av spetsade trästammar. Namnet kommer från det ryska ordet "строгать" (strogat) som betyder "att barka en trädstam". En ostrogar var ett mindre och mer specifikt militärt fort, till skillnad mot de större kreml-borgar som utgjorde kärnor i ryska städer. En ostrogar byggdes ofta i perifera områden eller som en del av en befästningslinje, till exempel Stora Abatislinjen ("Zasechnaya cherta") längs floden Oka på 1600-talet.

## Koloniseringen av Sibirien
Från 1600-talet, efter det att ryssarna börjat erövringen av Sibirien, användes ordet ostrog för de fort som uppfördes i Sibirien av ryska pionjärer. Många av dessa fort utvecklades senare till sibiriska städer som Anadyr, Berdsk, Bratsk, Jakutsk, Jenisejsk, Kuznetsk, Krasnojarsk, Nertjinsk och Tomsk. 
När senare Siberien blev det ställe dit Tsarryssland deporterade fångar för att sättas i katorga, associerades sibiriska ostrog med fångläger, och under 1700- och 1800-talen betydde ordet "ostrog" i Ryssland ofta "fängelse".